# Relic (filme)
Relic (Brasil: Relíquia Macabra / Portugal: A Presença) é um filme de terror psicológico australiano de 2020, dirigido por Natalie Erika James em sua estreia como diretora de longa-metragens, com o roteiro co-escrito por ela com Christian White. O filme é estrelado por Emily Mortimer, Robyn Nevin e Bella Heathcote.
O filme teve sua estreia mundial no Festival Sundance de Cinema em 20 de janeiro de 2020, sendo lançado em 3 de julho nos Estados Unidos pela IFC Midnight, e em 10 de julho na Austrália pelo serviço de streaming Stan.

## Elenco
- Emily Mortimer como Kay
- Robyn Nevin como Edna
- Bella Heathcote como Sam
- Chris Bunton como Jamie
- Jeremy Stanford como Alex
- Steve Rodgers como Constable Mike Adler

## Lançamento
O filme teve sua estreia mundial no Festival Sundance de Cinema em 25 de janeiro de 2020. Originalmente, o filme estava programado para ser exibido na SXSW em março como parte da seção Midnighters, mas o festival foi cancelado devido à pandemia de COVID-19. Em 10 de março, foi anunciado que a IFC Midnight havia adquirido os direitos de distribuição norte-americanos do filme. Nos Estados Unidos, foi lançado em 3 de julho em cinemas drive-in e recebeu um amplo lançamento nos cinemas e vídeo sob demanda em 10 de julho.

## Recepção

### Bilheteria
Relic arrecadou US$ 192.352 em 69 cinemas em seu fim de semana de estreia, terminando em primeiro lugar entre os filmes relatados. Terminou sua jornada nos cinemas arrecadando $ 3,2 milhões mundialmente.

### Resposta da crítica
No site agregador de críticas Rotten Tomatoes, o filme mantém um índice de aprovação de 92% baseado em 239 críticas, com uma pontuação média de 7.6/10. O consenso dos críticos do site diz: "Relic aumenta sua tensão lentamente construída em uma atmosfera de pavor habilmente trabalhada, somando-se a uma excelente estreia de longa-metragem para a diretora/co-roteirista Natalie Erika James". No Metacritic, o filme tem uma pontuação média ponderada de 77 de 100, com base em 37 avaliações, indicando "críticas geralmente favoráveis".